# Барон Ботро

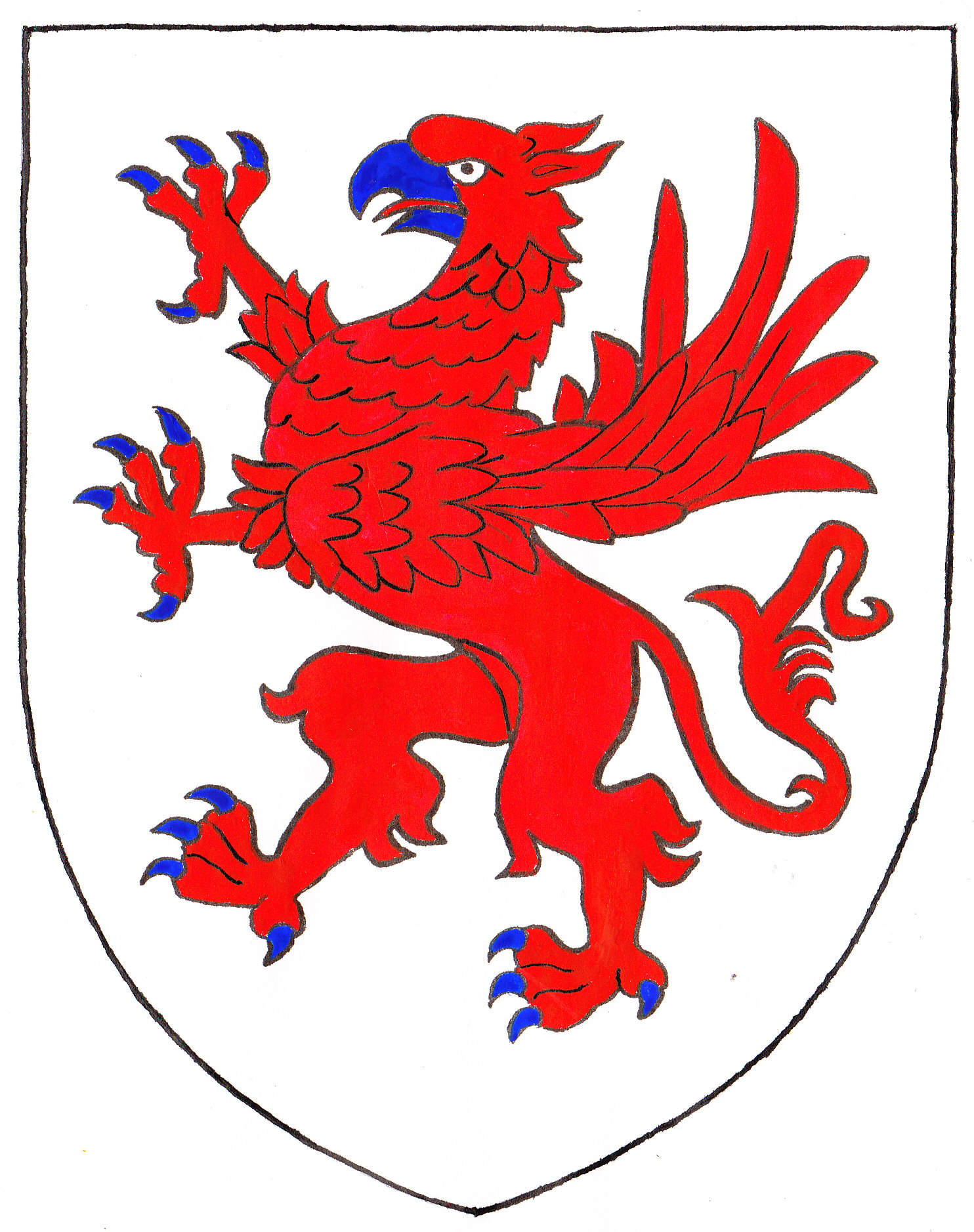
Герб рода де Ботро, первых баронов Ботро

Барон Ботро (англ. Baron Botreaux) — угасший наследственный титул в системе Пэрства Англии.

## История

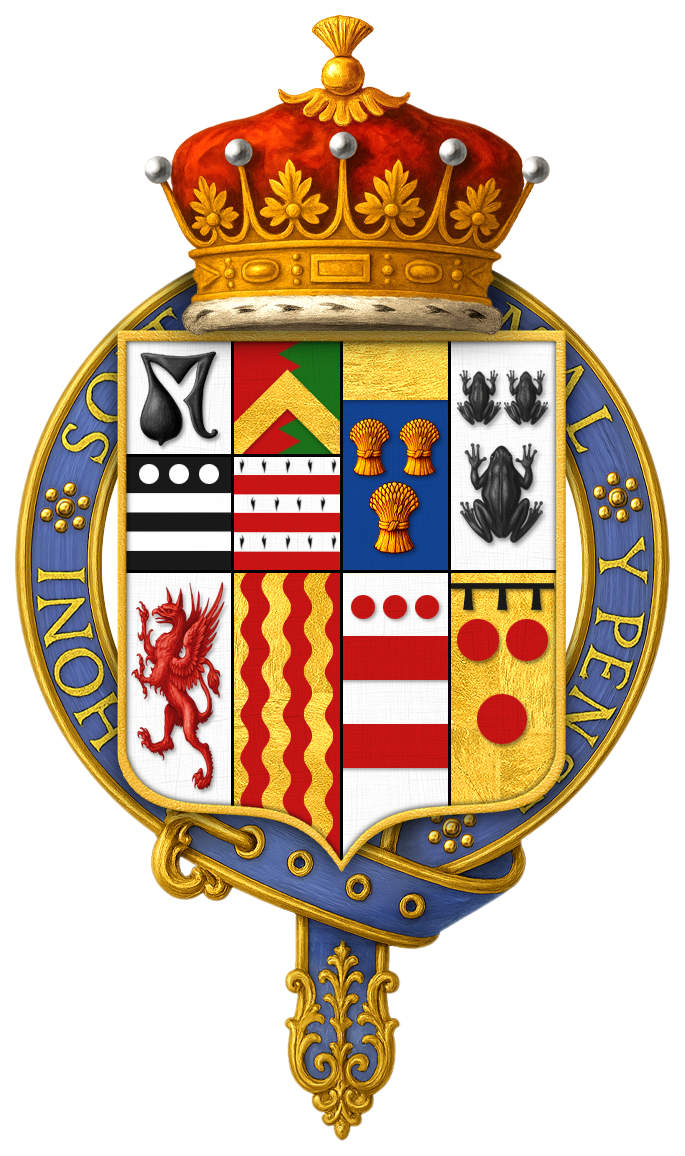
Герб сэра Фрэнсиса Гастингса, 2-го графа Хантингдона (1514—1561)

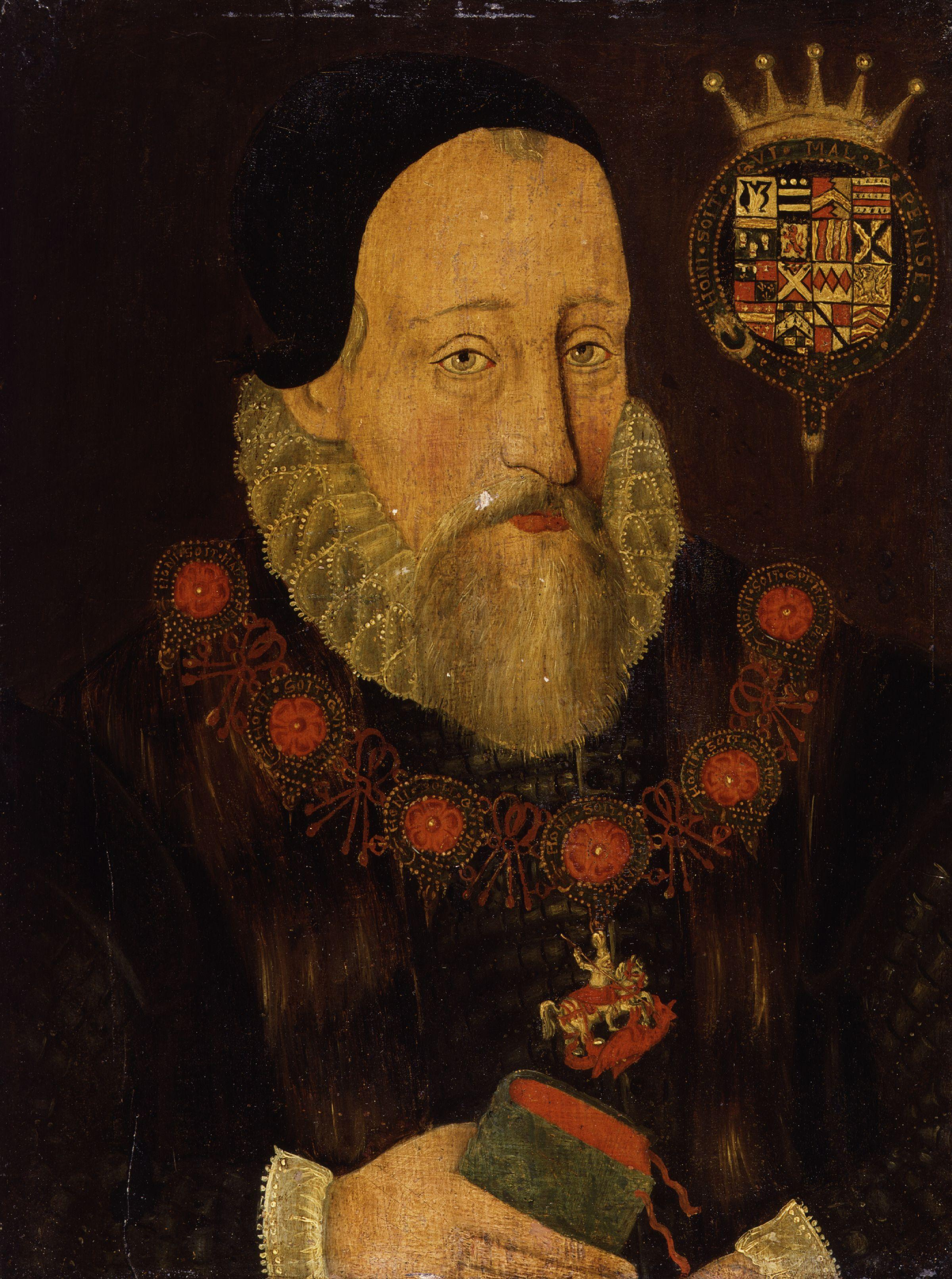
Генри Гастингс, 3-й граф Хантингдон (1535—1595)

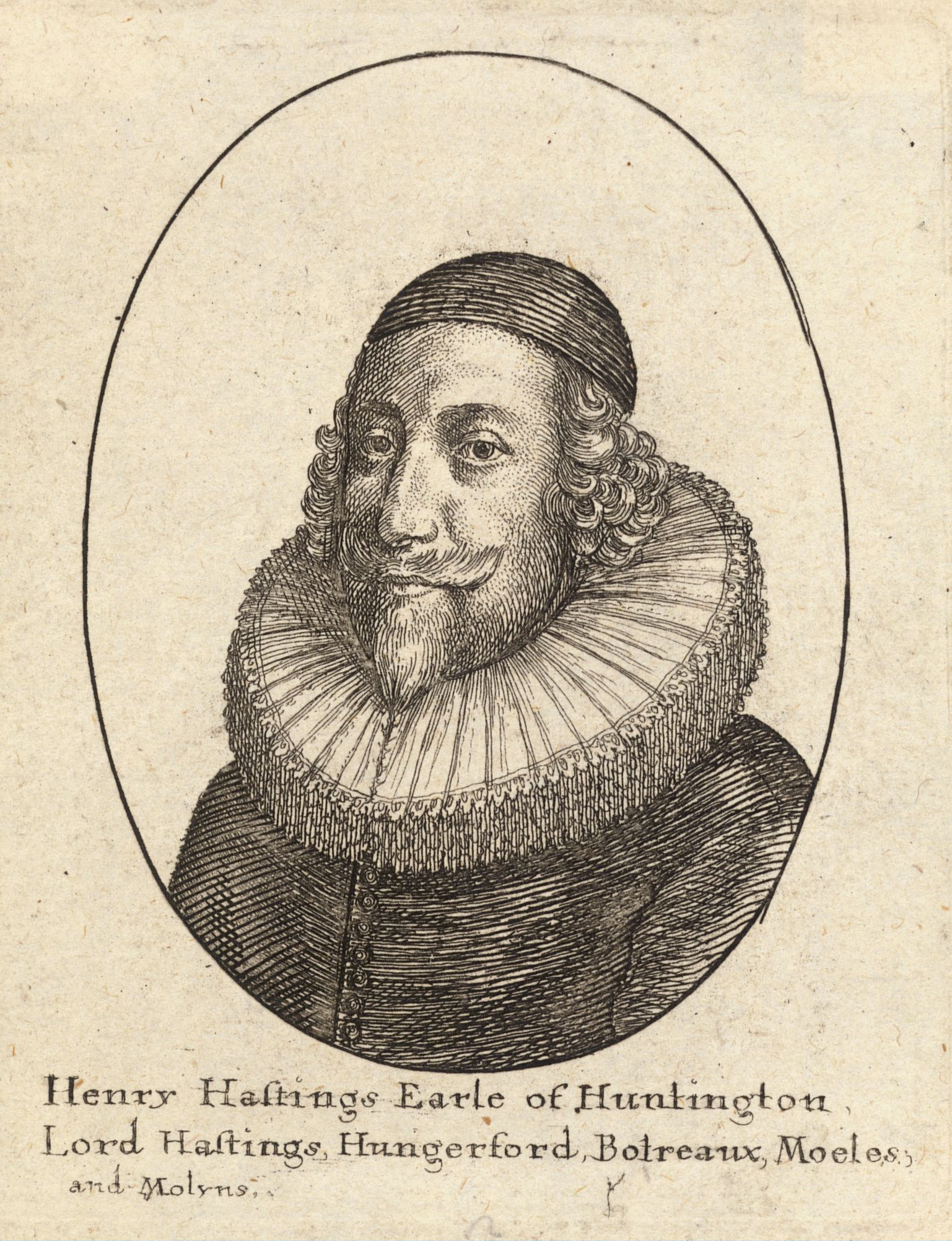
Генри Гастингс, 5-й граф Хантингдон (1586—1643)

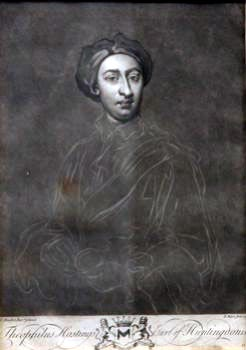
Теофилиус Гастингс, 7-й граф Хантингдон (1650—1701)

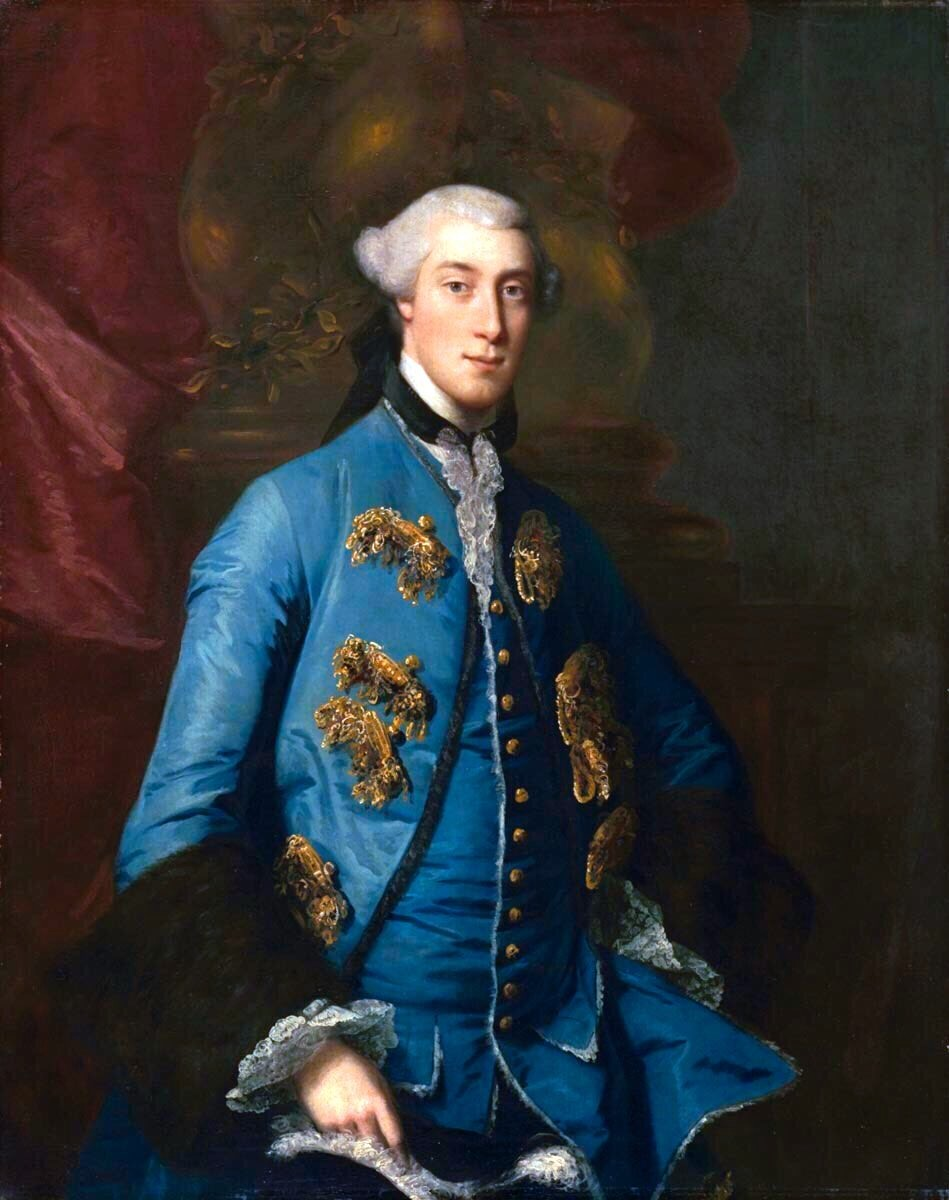
Фрэнсис Гастингс, 10-й граф Хантингдон (1729—1789)

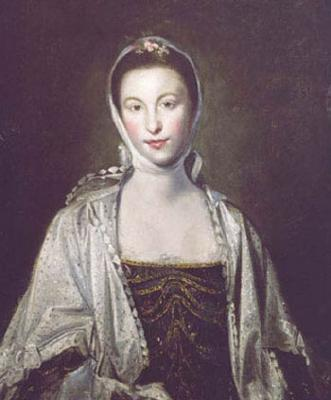
Элизабет Роудон, графиня Мойра (1731—1808)

Титул барона Ботро был создан английским королем Эдуардом III Плантагенетом 24 февраля 1368 года для Уильяма де Ботро (1337—1391).
В 1462 году после смерти Уильяма де Ботро, 3-го барона Ботро (1389—1462), баронство унаследовала его дочь, Маргарет де Ботро, 4-я баронесса Ботро (ум. 1477). Она пережила сына и внука, поэтому баронский титул перешел к её правнучке, Мэри Хангерфорд, 5-й баронессе Ботро (ок. 1468 — ок. 1520). Мэри Хангерфорд вышла замуж за Эдварда Гастингса, 2-го барона Гастингса (1466—1506). Его сын и преемник, Джордж Гастингс, 3-й барон Гастингс (1488—1544), после смерти своей матери унаследовали титулы барона Хангерфорда, барона де Молина и барона Ботро. В 1529 году для Джорджа Гастингса был создан титул графа Хантингдона.
После смерти Мэри Гастингс, 5-й баронессы Ботро, баронский титул в течение 214 лет находился в руках графов Хантингдон. В 1746 году после смерти 9-го графа Хантингдона баронский титул перешел к его дочери, Элизабет Роудон, которая стала 16-й баронессой Ботро. Элизабет Роудон вышла замуж за Джона Роудона, 1-й графа Мойры. Их старший сын, Френсис Роудон-Гастингс, 2-й граф Мойры, получил в 1817 году титул маркиза Гастингса.
В 1808 году после смерти Элизбет Роудон, 16-й баронессы Ботро (1731—1808), маркизы Гастингс владели баронским титулом до 1868 года, когда попал в состояние ожидания после смерти 4-го маркиза Гастингса. В 1871 году баронство получила Эдит Роудон-Гастингс, 10-я графиня Лаудон (1833—1874), сестра 4-го маркиза Гастингса, которая стала 21-й баронессой Ботро. Её наследовал её сын, Чарльз Роудон-Гастингс, 11-й граф Лаудон (1855—1920). После его смерти в 1920 году баронский титул вновь оказался в состоянии ожидания. Но уже в 1921 году баронство получила его племянница, Эдит Эбни-Гастингс, 12-я графиня Лаудон (1883—1960), дочь майора достопочтенного Паулина Фрэнсиса Катберта Эбни-Гастингса (1856—1907) и внучка Эдит Роудон-Гастингс, 10-й графини Лаудон. В 1960 году после смерти 12-й графини Лаудон баронский титул оказался в состоянии ожидания между её дочерьми.

## Бароны Ботро (1368)
- 1368—1391: Уильям де Ботро, 1-й барон Ботро (1 сентября 1337 — 10 августа 1391), сын и наследник Уильяма де Ботро (ум. 1349)[1]
- 1391—1395: Уильям де Ботро, 2-й барон Ботро (1367 — 25 мая 1395), старший сын предыдущего[2]
- 1395—1462: Уильям де Ботро, 3-й барон Ботро (20 февраля 1389 — 16 мая 1462), единственный сын предыдущего[3]
- 1462—1477: Маргарет Хангерфорд, 4-я баронесса Ботро (ок. 1412 — 7 февраля 1477/1478), вторая (младшая) дочь предыдущего. Жена Роберта Хангерфорда, 2-го барона Хангерфорда (1409—1459)[4]
- 1477—1520: Мэри Гастингс, 5-я баронесса Ботро (ум. 1520), единственная дочь сэра Томаса Хангерфорда из Роудена (ум. 1469), внучка Роберта Хангерфорда, 3-го барона Хангерфорда, правнучка предыдущей[5]
- 1520—1544: Джордж Гастингс, 6-й барон Ботро, 1-й граф Хантингдон (1488 — 24 марта 1544), старший сын предыдущей[6]
- 1544—1560: Фрэнсис Гастингс, 7-й барон Ботро, 2-й граф Хантингдон (1514 — 20 июня 1560), старший сын предыдущего[7]
- 1560—1595: Генри Гастингс, 8-й барон Ботро, 3-й граф Хантингдон (1536 — 14 декабря 1595), старший сын предыдущего[8]
- 1595—1604: Джордж Гастингс, 9-й барон Ботро, 4-й граф Хантингдон (1540 — 30 декабря 1604), младший брат предыдущего[9]
- 1604—1643: Генри Гастингс, 10-й барон Ботро, 5-й граф Хантингдон (24 апреля 1586 — 14 ноября 1643), старший сын Фрэнсиса Гастингса, лорда Гастингса (1560—1595), старшего сына предыдущего[10]
- 1643—1656: Фердинандо Гастингс, 11-й барон Ботро, 6-й граф Хантингдон (18 января 1609 — 13 февраля 1656), старший сын предыдущего[11]
- 1656—1701: Теофилиус Гастингс, 12-й барон Ботро, 7-й граф Хантингдон (10 декабря 1650 — 30 мая 1701), четвертый (младший) сын предыдущего[12]
- 1701—1705: Джордж Гастингс, 13-й барон Ботро, 8-й граф Хантингдон (1677—1705), второй сын предыдущего от первого брака[13]
- 1705—1746: Теофилиус Гастингс, 14-й барон Ботро, 9-й граф Хантингдон (12 ноября 1696 — 13 октября 1746), сводный брат предыдущего[14]
- 1746—1789: Фрэнсис Гастингс, 15-й барон Ботро, 10-й граф Хантингдон (13 марта 1729 — 2 октября 1789), старший сын предыдущего[15]
- 1789—1808: Элизабет Роудон, 16-я баронесса Ботро (23 марта 1731 — 11 апреля 1808), младшая сестра предыдущего, жена Джона Роудона, 1-го графа Мойры (1720—1793)[16]
- 1808—1826: Фрэнсис Роудон-Гастингс, 17-й барон Ботро, 1-й маркиз Гастингс (9 декабря 1754 — 28 ноября 1826), старший сын предыдущих[17]
- 1826—1844: Джордж Роудон-Гастингс, 18-й барон Ботро, 2-й маркиз Гастингс (4 февраля 1808 — 13 января 1844), старший сын предыдущего[18]
- 1844—1851: Паулин Роудон-Гастингс, 19-й барон Ботро, 3-й маркиз Гастингс (2 июня 1832 — 17 января 1851), старший сын предыдущего[19]
- 1851—1868: Генри Роудон-Гастингс, 20-й барон Ботро, 4-й маркиз Гастингс (22 июля 1842 — 10 ноября 1868), младший брат предыдущего. С 1868 года титул в состоянии ожидания[20]
- 1871—1874: Эдит Мод Роудон-Гастингс, 21-я баронесса Ботро, 10-я графиня Лаудон (10 декабря 1833 — 23 января 1874), старшая сестра предыдущего[21]
- 1874—1920: Чарльз Эдвард Роудон-Гастингс, 22-й барон Ботро, 11-й граф Лаудон (5 января 1855 — 17 мая 1920), старший сын предыдущей. С 1920 года титул в состоянии ожидания[22]
- 1921—1960: Эдит Эбни-Гастингс, 23-я баронесса Ботро, 12-я графиня Лаудон (13 мая 1883 — 24 февраля 1960), старшая дочь майора достопочтенного Паулина Эбни-Гастингса (1856—1907), племянница предыдущего. С 1960 года титул в состоянии ожидания[23].

## Возможные наследники титула
- Саймон Эбни-Гастингс, 15-й граф Лаудон (род. 29 октября 1974), старший сын Майкла Эдварда Эбни-Гастингса, 14-го графа Лаудона (1942—2012), внук Эдит Эбни-Гастингс, 20-й баронессы Гастингс[24]
- Шиина Уильямс (род. 9 мая 1941), единственная дочь леди Джейн Хаддслстон Кэмпбелл (род. 1920), второй дочери Эдит Эбни-Гастингс, от первого брака с Эдгаром Райтом Уэкфилдом. С 1968 года жена Дональда Рассела Уильямса[25]
- Флора Энн Мадлен Пурди (род. 12 июня 1957), единственная дочь леди Джейн Хаддслстон Кэмпбелл Эбни-Гастингс, (род. 1920), второй дочери Эдит Эбни-Гастингс, от второго брака с капитаном Артуром Александром Хабблом (ум. 1979). 1-й муж с 1975 года Джон Роберт Керр (развод в 1992) , 2-й муж с 2001 года Джеймс Клемент Флеминг Пурди[26]
- Норман Ангус Макларен (род. 6 мая 1948), старший сын майора Дэвида Кеттета Макларена (ум. 2000) и леди Эдит Хаддлстон Эбни-Гастингс (1925—2006), внук Эдит Эбни-Гастингс, 20-й баронессы Гастингс[27].